# Alfred Kubin
Alfred Leopold Isidor Kubin (n. 10 aprilie 1877, Litoměřice, Ústí nad Labem, Cehia – d. 20 august 1959, Wernstein am Inn⁠(d), Austria Superioară, Austria) a fost un artist, gravor, ilustrator și (ocazional) scriitor austriac. Kubin este considerat un reprezentant important al simbolismului și al expresionismului.
Kubin a fost asociat cu personalități importante ale scenei artistice și literare din Europa Centrală de la începutul secolului al XX-lea.
Opera sa grafică unică din punct de vedere vizual, precum și romanul Cealaltă parte, pe care l-a scris și ilustrat, au avut o influență decisivă asupra modernismului. Este considerat unul dintre cei mai importanți artiști ai Austriei.

## Biografie
Kubin s-a născut în Boemia, în orașul Leitmeritz din Imperiul Austro-Ungar (acum Litoměřice). Din 1892 până în 1896, a fost ucenic al fotografului peisagist Alois Beer, cu toate că a învățat puțin de la acesta. În 1896, a încercat să se sinucidă la mormântul mamei sale, iar scurta sa perioadă în armata austriacă din anul următor s-a încheiat cu o cădere nervoasă.
În 1898, Kubin a început o perioadă de studii artistice la o academie privată condusă de pictorul Ludwig Schmitt-Reutte, apoi s-a înscris la Academia de Arte Frumoase din München în 1899, fără a-și termina studiile acolo. La München, Kubin a descoperit lucrările unor artiști ca Odilon Redon, Edvard Munch, James Ensor, Henry de Groux și Félicien Rops⁠(d). A fost impresionat profund de gravurile lui Max Klinger⁠(d) și a povestit mai târziu: „(În acest caz) mi s-a deschis o nouă artă, care oferea libertate de exprimare imaginativă a fiecărei lumi imaginabile a sentimentelor. Înainte de a lăsa gravurile deoparte, am jurat că îmi voi dedica viața creării unor opere similare”.
Tehnica acvatintei folosită de Klinger și Goya a influențat stilul lucrărilor sale din această perioadă, care sunt în principal desene în cerneală și lavaj cu subiecte fantastice, adesea macabre.
În 1902, Kubin a expus la prestigioasa Galerie Cassirer din Berlin.
La scurt timp după ce l-a întâlnit pe editorul Hans von Weber la München în 1901, în 1903, acesta a tipărit 15 dintre lucrările lui Kubin, ceea ce a dus la o distribuție mai largă a operei sale și i-a consacrat faima. După un critic contemporan, opera lui Kubin a ocupat „camera obscură a sufletului modern”.
Kubin a realizat un număr mic de picturi în ulei între anii 1902 și 1910, dar ulterior a realizat desene cu pana și cerneală, acuarele și litografii. În 1911, s-a asociat cu grupul Der Blaue Reiter și a expus alături de aceștia la Galerie Der Sturm din Berlin în 1913. După această perioadă, a pierdut contactul cu avangarda artistică.

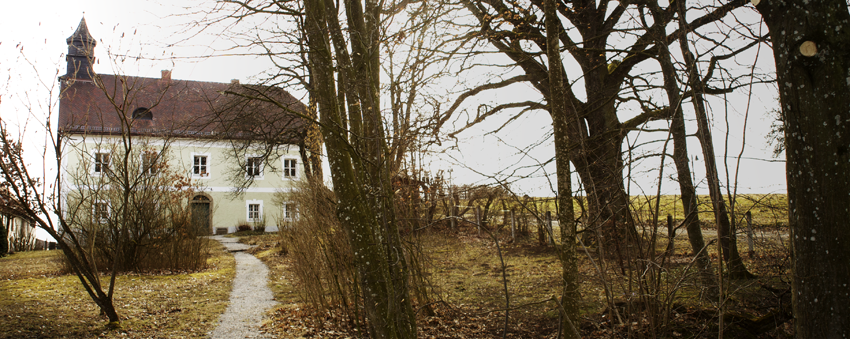
Conacul Zwickledt (Austria Superioară): ultima reședință a lui Alfred Kubin.

Kubin este considerat un reprezentant important al simbolismului și expresionismului și este remarcat pentru fanteziile sale întunecate, spectrale și simbolice, adesea adunate în serii tematice de desene. La fel ca Oskar Kokoschka și Albert Paris Gütersloh⁠(d), Kubin a avut atât talent artistic, cât și literar. A ilustrat lucrări ale unor scriitori ca Edgar Allan Poe, E. T. A. Hoffmann și Feodor Dostoievski și alții. Kubin a ilustrat și revista germană de fantezie Der Orchideengarten⁠(d).
Din 1906 până la decesul său în 1959, a trăit o viață retrasă într-o casă de țară de pe o proprietate din secolul al XII-lea din Zwickledt, Austria Superioară. În 1938, după anexarea Austriei de către Germania nazistă, opera sa a fost declarată Entartete Kunst sau „artă degenerată”, dar a reușit să continue să lucreze în timpul celui de-Al Doilea Război Mondial.

## Cealaltă parte
Singura operă literară a lui Kubin a fost Cealaltă parte (în germană Die andere Seite) (1908), un roman fantastic care are loc într-un ținut imaginar opresiv. Romanul are o atmosferă de absurditate claustrofobică, similară cu cea din scrierile lui Franz Kafka, care a admirat această carte. Ilustrațiile din carte au fost inițial create pentru romanul Golem al lui Gustav Meyrink, însă publicarea acestei cărți a fost amânată, iar Kubin a folosit ilustrațiile pentru propriul roman.
Cealaltă parte a atins statutul de idol, cu aprecieri din partea lui Jeff VanderMeer și a altor scriitori.
În limba română a apărut în 2017 la editura Herg Benet, în colecția Cărțile Arven, cu ilustrații originale ale autorului. Traducerea din limba germană a fost realizată de Flavius Ardelean.
Romanul a fost adaptat ca un film distopic în 1973, Traumstadt (Orașul viselor), în regia lui Johannes Schaaf⁠(d). Rolurile principale au fost interpretate de Rosemarie Fendel⁠(d) și Per Oscarsson.

## Artă furată de naziști
În 2016, Städtische Galerie im Lenbachhaus München a restituit moștenitorilor lui, Max și Hertha Morgenstern, 16 desene ale lui Kubin care au fost vândute sub constrângere la Viena în iulie 1938, ca urmare a persecuției naziste a evreilor în urma Anschlussului Austriei de către Germania nazistă. Lenbachhaus⁠(d) le-a achiziționat de la Kurt Otte, un colecționar al lucrărilor lui Kubin din Hamburg, în 1971.
Fundația Germană pentru Artă Pierdută a listat 24 de opere de artă ale lui Kubin în baza sa de date, multe dintre acestea provenind din Rapoartele despre Obiecte Găsite de la Staatliche Kunstsammlungen Dresden Kupferstichkabinett din Dresda care a realizat cercetări în 2008 privind proveniența din epoca nazistă.

## Onoruri și premii
- Premiul orașului Viena pentru Arte Vizuale (1950)
- Marele Premiu de Stat al Austriei pentru Arte Vizuale (1951)
- Medalia austriacă pentru Știință și Artă (1957)
- Insigna Gustav Klimt ca membru de onoare al Secesiunii vieneze

## Colecții
- Dansul morții și alte desene ale lui Kubin (1973) (colecție de artă) ISBN: 9780486228846
- Viața și arta lui Alfred Kubin (2017) (autobiografie) ISBN: 9780486815305

## Galerie

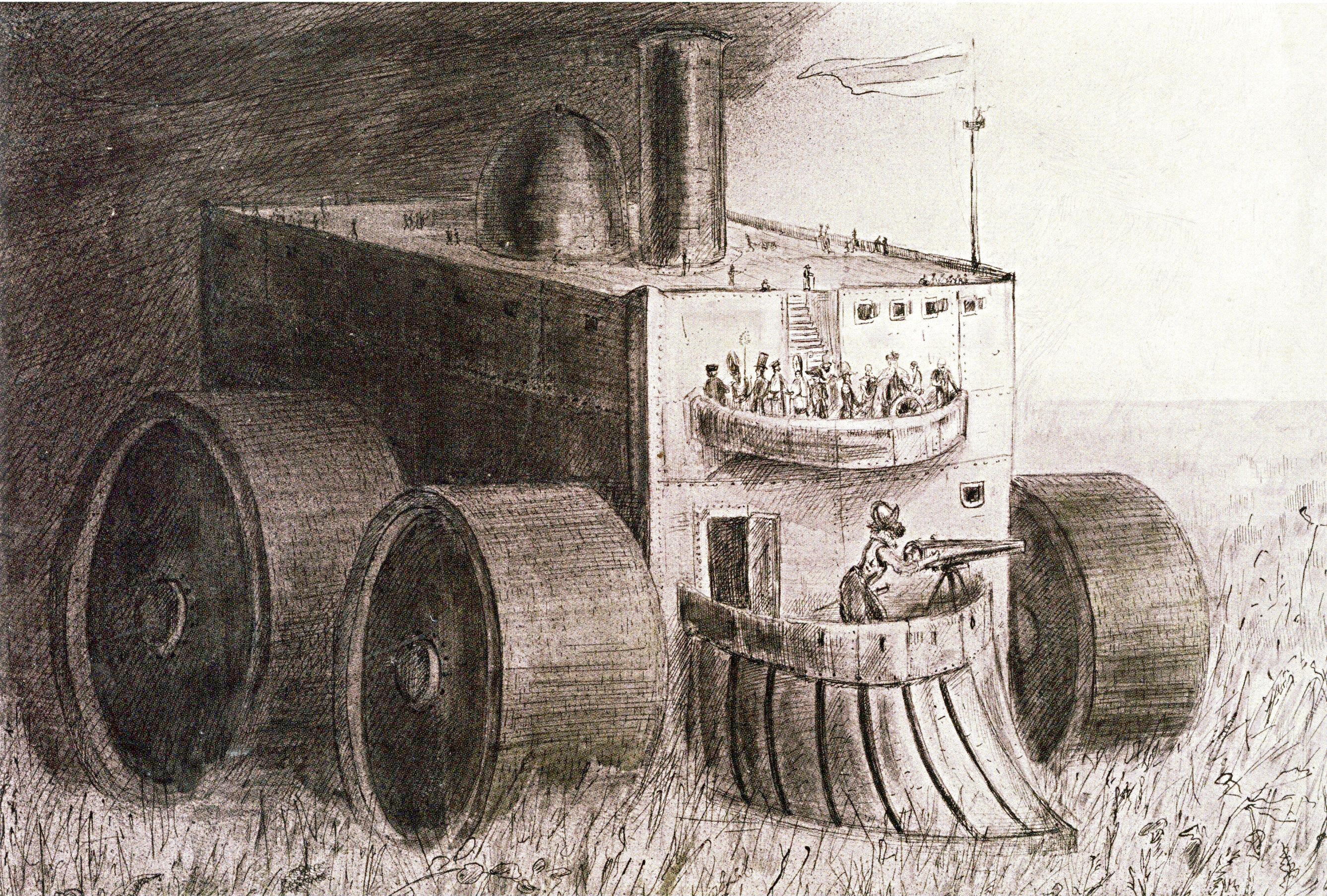
Statul (1899–1900)
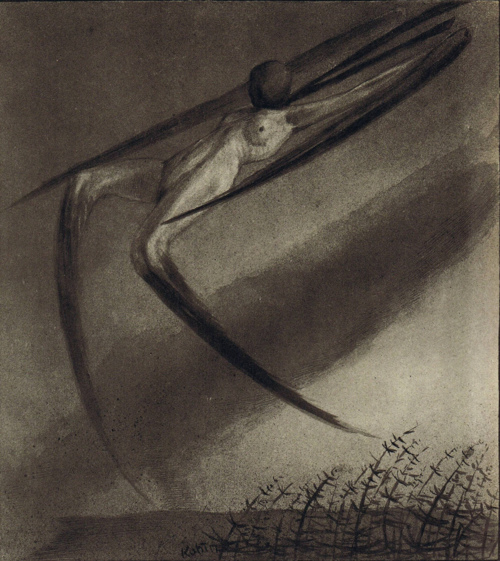
Un vis ne vizitează în fiecare noapte (1900)
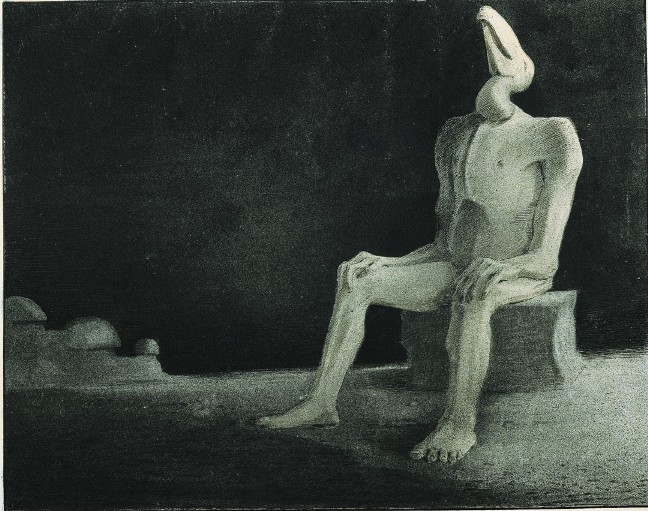
Trecutul uitat înghițit (1901)
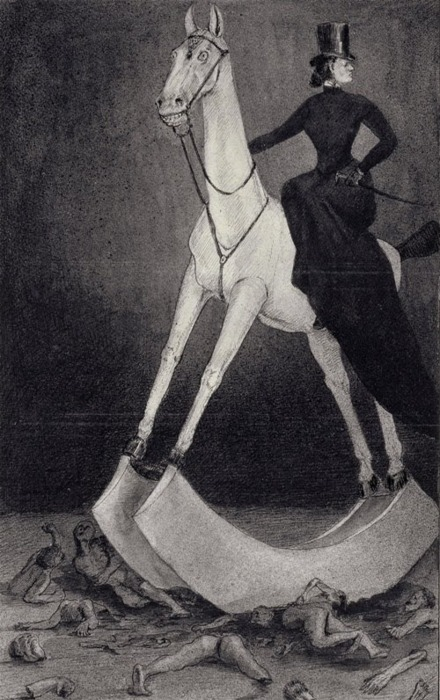
Doamna pe cal (1901); peniță, cerneală
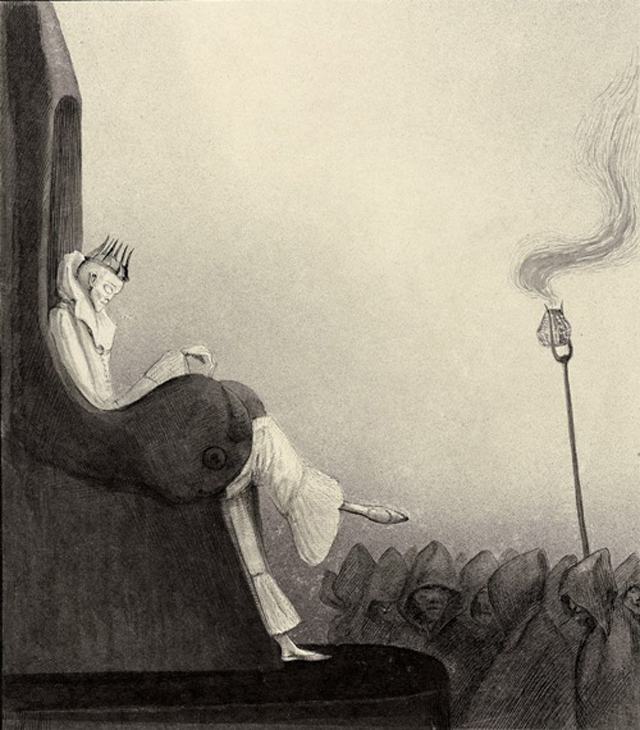
Ultimul rege (1902)
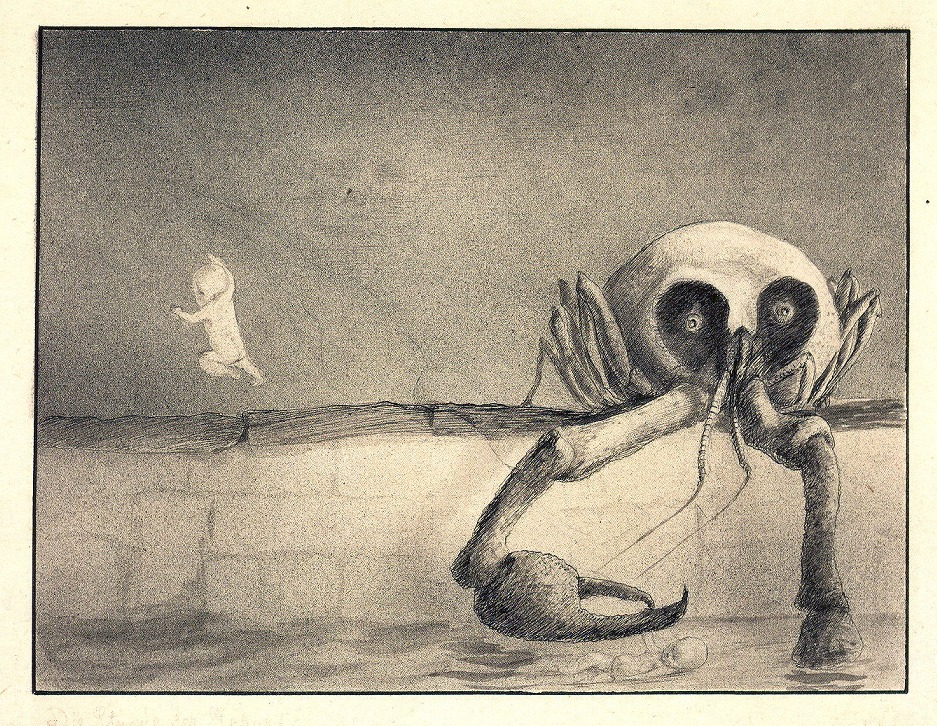
Momentul nașterii (1902)
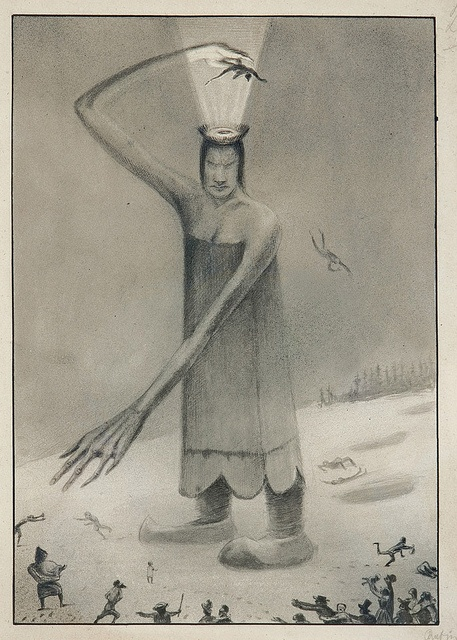
Basm siberian (1902)
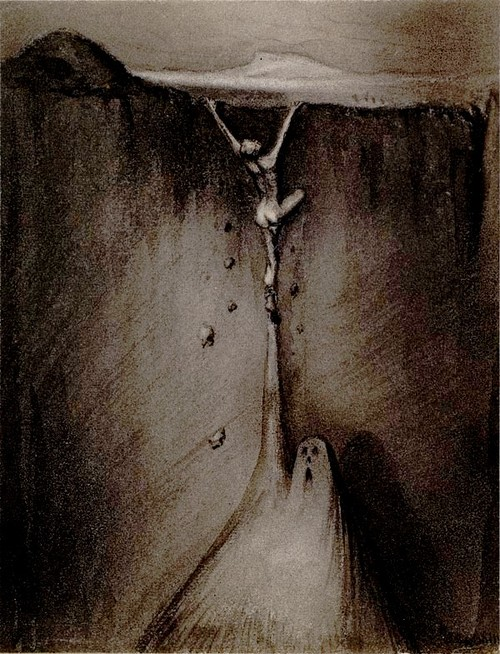
Angost (1903)
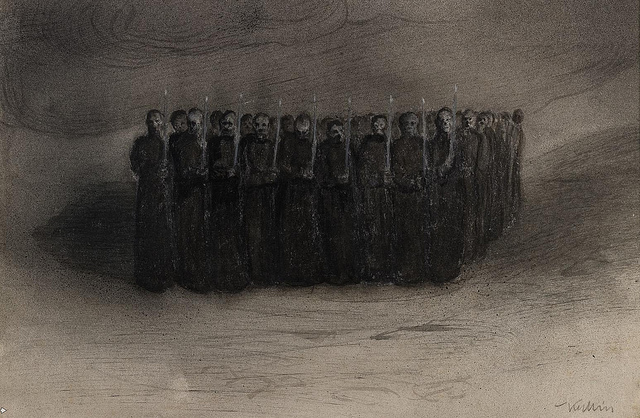
Liturghia neagră (1905)